# Гонсалес, Хулио Валентин
Хулио Валентин Феррейра Гонсалес (исп. Julio Valentín Ferreira González; 26 августа 1981, Асунсьон, Парагвай) — парагвайский футболист, нападающий известный по выступлениям за «Виченцу» и сборную Парагвая. Серебряный призёр Олимпийских игр в Афинах. Лауреат Международной премии Джачинто Факкетти (2006).

## Клубная карьера
Гонсалес начал заниматься футболом в академии столичной «Олимпии». Вскоре он перешёл футбольную систему «Гуарани», где и начал профессиональную карьеру. В 2001 году в возрасте 20 лет Хулио дебютировал в парагвайской Примере. В первых 12 матчах он забил 10 мячей и по окончании сезона очень сильно заинтересовал многие клубы Европы. Летом того же года Гонсалес перешёл в итальянскую «Виченцу». Для получения игровой практики он сразу же был отдан в аренду в аргентинский «Уракан», а затем в «Такуари» и «Насьональ». Хулио вернулся в Италию только в 2005 году и сразу же стал лучшим бомбардиром Серии В.
В декабре 2005 года по пути в аэропорт Виченцы Гонсалес попал в автомобильную аварию и в результате множественных травм потерял левую руку. Несмотря на это обстоятельство Хулио продолжил карьеру и выступал за любительскую команду Виченцы с протезом, а клуб продлил с ним соглашение на год.
В 2007 году контракт Гонсалеса закончился и он вернулся на родину в «Такуари», где сыграл три матча на высшем уровне. В 2008 году Хулио закончил карьеру в команде «Президент Хейс».

## Международная карьера
В 2001 году в составе молодёжной сборной Парагвая Гонсалес принял участие в молодёжном Чемпионате мира в Аргентине. В том же году он попал в заявку на участие в розыгрыше Кубка Америки. На турнире он сыграл в матчах против сборных Перу, Мексики и Бразилии.
В 2004 году Хулио стал серебряным призёром Олимпийских игр в Афинах. В том же году он во второй раз принял участие в розыгрыше Кубка Америки. На турнире Гонсалес сыграл в поединке против команды Бразилии в этой же встрече он забил свой первый гол за национальную команду.

### Голы за сборную Парагвая
| #   | Дата         | Место                  | Противник | Счёт | Результат | Соревнование       |
| --- | ------------ | ---------------------- | --------- | ---- | --------- | ------------------ |
| 01. | 15 июля 2004 | Арекипа, Арекипа, Перу | Бразилия  | 0:1  | 1:2       | Кубок Америки 2004 |

## Достижения
Международные
 Парагвай
- Олимпийские игры — 2004